# Château de Zamora
Le château de Zamora est une forteresse du Moyen Âge située dans la ville de Zamora en Espagne. Il se situe au nord-ouest de la cathédrale de la ville.
Il repose sur des fondations pré-romane et possède une structure d'architecture romane. Sa construction remonte entre les XIe et XIIe siècles.